# (11577) Einasto
(11577) Einasto ist ein Asteroid des Hauptgürtels, der am 8. Februar 1994 vom belgischen Astronom Eric Walter Elst am La-Silla-Observatorium (IAU-Code 809) der Europäischen Südsternwarte in Chile entdeckt wurde.
Der Asteroid wurde nach dem estnischen Astronomen und Astrophysiker Jaan Einasto (* 1929) benannt, einem Pionier bei der Erforschung der Dunklen Materie.